# Chistau
Chistau este o arie protejată (arie specială de conservare — SAC, sit de importanță comunitară — SCI) din Spania întinsă pe o suprafață de 10.678,68 ha, integral pe uscat.

## Localizare
Centrul sitului Chistau este situat la coordonatele 42°35′42″N 0°18′18″E / 42.5949°N 0.305022°E.

## Înființare
Situl Chistau a fost declarat sit de importanță comunitară în mai 2000.

## Biodiversitate
Situată în ecoregiunea alpină, aria protejată conține 21 de habitate naturale: Lacuri eutrofice naturale cu vegetație de tip Magnopotamion sau Hydrocharition, Râuri de munte și vegetația lor lemnoasă cu Salix elaeagnos, Lande oro-mediteraneene cu formațiuni endemice de grozamă, Formațiuni de Juniperus communis pe lande sau pajiști calcaroase, Pajiști silicioase din Pirinei cu Festuca eskia, Pajiști alpine și subalpine calcaroase, Pajiști uscate seminaturale și facies de acoperire cu tufișuri pe substraturi calcaroase (Festuco-Brometalia) (* situri importante pentru orhidee), Pajiști cu Molinia pe soluri calcaroase, turboase sau argilos-nămoloase (Molinion caeruleae), Pajiști umede mediteraneene cu ierburi înalte de Molinio-Holoschoenion, Fânețe de joasă altitudine (Alopecurus pratensis, Sanguisorba officinalis), Fânețe montane, Izvoare petrifiante cu formare de travertin (Cratoneurion), Mlaștini alcaline, Grohotișuri termofile și vest-mediteraneene, Pante stâncoase calcaroase cu vegetație casmofită, Peșteri inaccesibile publicului, Păduri de fag din Europa Centrală dezvoltate pe sol calcaros cu Cephalanthero-Fagion, Păduri pe pante, grohotișuri și ravene de Tilio-Acerion, Păduri iberice de Quercus faginea și Quercus canariensis, Păduri de Quercus ilex și Quercus rotundifolia, Păduri montane și subalpine de Pinus uncinata (* dezvoltate pe substrat gipsos sau calcaros).
La baza desemnării sitului se află mai multe specii protejate:
- plante (2): Borderea chouardii, Buxbaumia viridis
- mamifere (6): vidră de râu (Lutra lutra), liliac cărămiziu (Myotis emarginatus), liliac comun (Myotis myotis), liliacul mare cu potcoavă (Rhinolophus ferrumequinum), liliacul mic cu potcoavă (Rhinolophus hipposideros), urs brun (Ursus arctos)
- nevertebrate (3): Euplagia quadripunctaria, Graellsia isabellae, rădașcă (Lucanus cervus)

Pe lângă speciile protejate, pe teritoriul sitului au mai fost identificate 49 de specii de plante, 27 de specii de păsări, 3 specii de amfibieni, 8 specii de mamifere, 4 specii de nevertebrate, 1 specie de pești, 2 specii de reptile.